# Sebastian Bürgin
Pour les articles homonymes, voir Bürgin.
 (mai 2013).
Si vous disposez d'ouvrages ou d'articles de référence ou si vous connaissez des sites web de qualité traitant du thème abordé ici, merci de compléter l'article en donnant les références utiles à sa vérifiabilité et en les liant à la section « Notes et références ».
Baschi, de son vrai nom Sebastian Bürgin (né le 6 septembre 1986 à Gelterkinden), est un chanteur suisse. 
Il est connu par l'émission de télévision Music Star de 2004.

## Discographie
Albums
- 2004 - Baschi (CH:1) ['Bastiou']
- 2005 - Irgendwie Held (CH:6) ['En quelque sorte un héros']
- 2007 - Fürs Volk ['Pour le peuple']
- 2010 - Neui Wält  ['Un nouveau monde']
- 2011 - Auf grosser Fahrt
- 2013 - Endstation. Glück. ['Terminus. Chance.']

Singles
- 2004 - Diis Lied (CH:29) ['Ta chanson']
- 2004 - Gib mir ä Chance (CH:2) ['Donne-moi une chance']
- 2005 - Irgendwie Wunderbar (CH:10) ['En quelque sorte merveilleux']
- 2006 - Bring En Hei (CH:1) ['Rapporte-la (i.e. la coupe) chez nous']
- 2007 - Wenn das Gott wüsst ['Si dieu le savait']
- 2007 - Fürs Volk ['Pour le peuple']
- 2007 - Wenn du das Lied ghörsch ['Quand tu entends cette chanson']
- 2009 - Stahn uf (avec Bligg, Ritschi, Stress et Seven pour Radio Energy) ['Lève-toi']
- 2010 - Unsterblich ['Immortel']